# Kinosternidae
Kinosternidae este o familie de broaște țestoase
mici.